# Taekwondo-Weltmeisterschaften 1975
Die 2. Taekwondo-Weltmeisterschaft 1975 fand vom 28. bis 31. August 1975 in der südkoreanischen Hauptstadt Seoul statt. Damit wurde auch die zweite Weltmeisterschaft in Seoul ausgetragen.
Insgesamt wurden 8 Wettbewerbe in unterschiedlichen Gewichtsklassen veranstaltet. Wettbewerbe für Frauen gab es noch nicht. Es nahmen 165 Athleten aus 30 Ländern teil.

## Ergebnisse

### Männer
| Gewichtsklasse | Gold           | Silber            | Bronze             |
| -------------- | -------------- | ----------------- | ------------------ |
| - 48 kg        | Wang Soo-yong  | Jaime de Pablos   | Wen Chingliu       |
| - 48 kg        | Wang Soo-yong  | Jaime de Pablos   | Hidesi Yamane      |
| - 53 kg        | Han Yoo-keun   | Liu Chinchien     | Moritz von Macher  |
| - 53 kg        | Han Yoo-keun   | Liu Chinchien     | Jaime Martin       |
| - 58 kg        | Son Tae-hwan   | Ramiro Guzmán     | Hubert Leuchter    |
| - 58 kg        | Son Tae-hwan   | Ramiro Guzmán     | Dennis Robinson    |
| - 63 kg        | Lee Gyeo-sung  | Wolfgang Dahmen   | Reza Arab          |
| - 63 kg        | Lee Gyeo-sung  | Wolfgang Dahmen   | Martin Hall        |
| - 68 kg        | Yoo Yong-hap   | Michael Adey      | Emmanuel Paman     |
| - 68 kg        | Yoo Yong-hap   | Michael Adey      | Wang Tiehcheng     |
| - 74 kg        | Hur Song       | Liang Pinghui     | Théophile Dossou   |
| - 74 kg        | Hur Song       | Liang Pinghui     | A.F. Odut          |
| - 80 kg        | Yang Yong-kwon | Steve Pound       | Chang Hsianghsiang |
| - 80 kg        | Yang Yong-kwon | Steve Pound       | Aleiandeo Zumibado |
| + 80 kg        | Choi Jeong-do  | Meinolf Lüttecken | Carl Pluckham      |
| + 80 kg        | Choi Jeong-do  | Meinolf Lüttecken | Lim Yingteng       |

## Medaillenspiegel
| Platz | Land               | Gold | Silber | Bronze | Gesamt |
| ----- | ------------------ | ---- | ------ | ------ | ------ |
| 1     | Südkorea           | 8    | -      | -      | 8      |
| 2     | Chinesisch Taipeh  | -    | 2      | 4      | 6      |
| 3     | BR Deutschland     | -    | 2      | 1      | 3      |
|       | Mexiko             | -    | 2      | 1      | 3      |
| 5     | Australien         | -    | 1      | 2      | 3      |
| 6     | Guam               | -    | 1      | -      | 1      |
| 7     | Elfenbeinküste     | -    | -      | 2      | 2      |
| 8     | Costa Rica         | -    | -      | 1      | 1      |
|       | Iran               | -    | -      | 1      | 1      |
|       | Japan              | -    | -      | 1      | 1      |
|       | Philippinen        | -    | -      | 1      | 1      |
|       | Uganda             | -    | -      | 1      | 1      |
|       | Vereinigte Staaten | -    | -      | 1      | 1      |

## Quelle
- Ergebnisseite der WTF (englisch) (Abgerufen am 22. November 2010)